# 伦敦巴士服务
伦敦巴士，指的是行走於大倫敦的公共巴士。

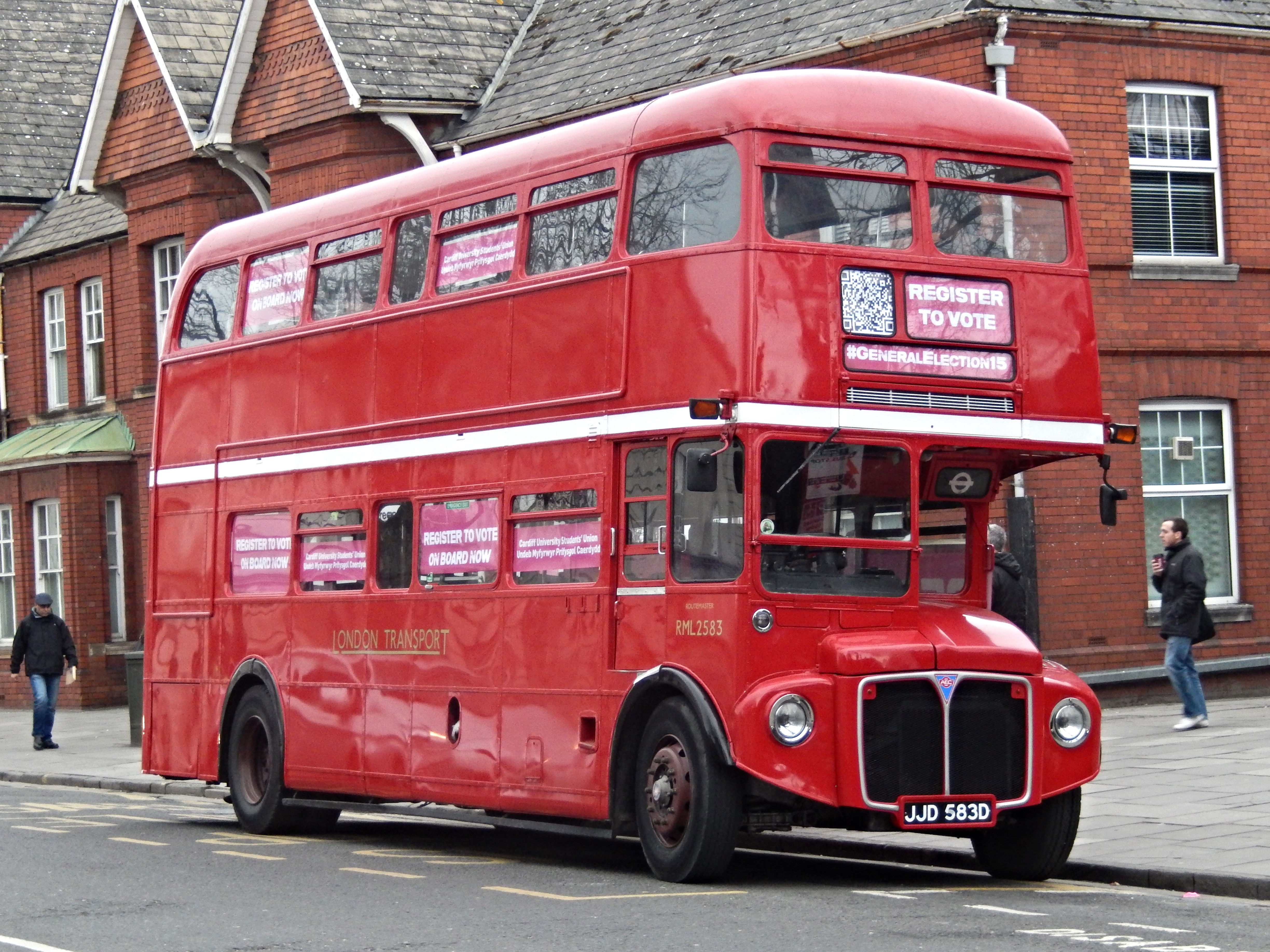
伦敦的标志——AEC Routemaster巴士

倫敦巴士是伦敦的主要标志之一，典型、车门位于车辆后部的红色Routemaster双层巴士举世闻名。尽管AEC Routemaster已大批退役，仅保留1条遗产线路（A線）使用此车型，但伦敦大部分公共汽车仍为红色，红色巴士依然是这个城市的象征。
截至2022年，大倫敦擁有共675條路線、超過8,700部巴士。幾乎所有倫敦的本地巴士路線都是由倫敦交通局轄下的倫敦巴士管理。倫敦巴士並不直接參與日常營運，而是將巴士路線的營運合約授予私人公司。倫敦擁有超過800部電動巴士和氫能巴士，是歐洲第二大零排放巴士車隊（僅次於莫斯科）。2006年，倫敦成為首批全數使用低地台巴士的主要城市之一 。

## 本地巴士历史
| 年份      | 機構                                              | 監管方                         |
| --------- | ------------------------------------------------- | ------------------------------ |
| 1933-47   | 倫敦客運委員會                                    | 倫敦郡議會                     |
| 1948-62   | 倫敦運輸行政局                                    | 英國運輸委員會                 |
| 1963-69   | 倫敦運輸委員會                                    | 運輸大臣 (英國) （英國運輸部） |
| 1970-84   | 倫敦運輸行政局（大倫敦） （只管理大倫敦巴士服務） | 大倫敦議會                     |
| 1970-84   | 倫敦市郊巴士服務 （只管理綠線巴士服務）           | 國家巴士公司                   |
| 1984-2000 | 倫敦區域運輸                                      | 運輸大臣 (英國) （英國運輸部） |
| 2000-     | 倫敦交通局                                        | 倫敦市長                       |

### 早期

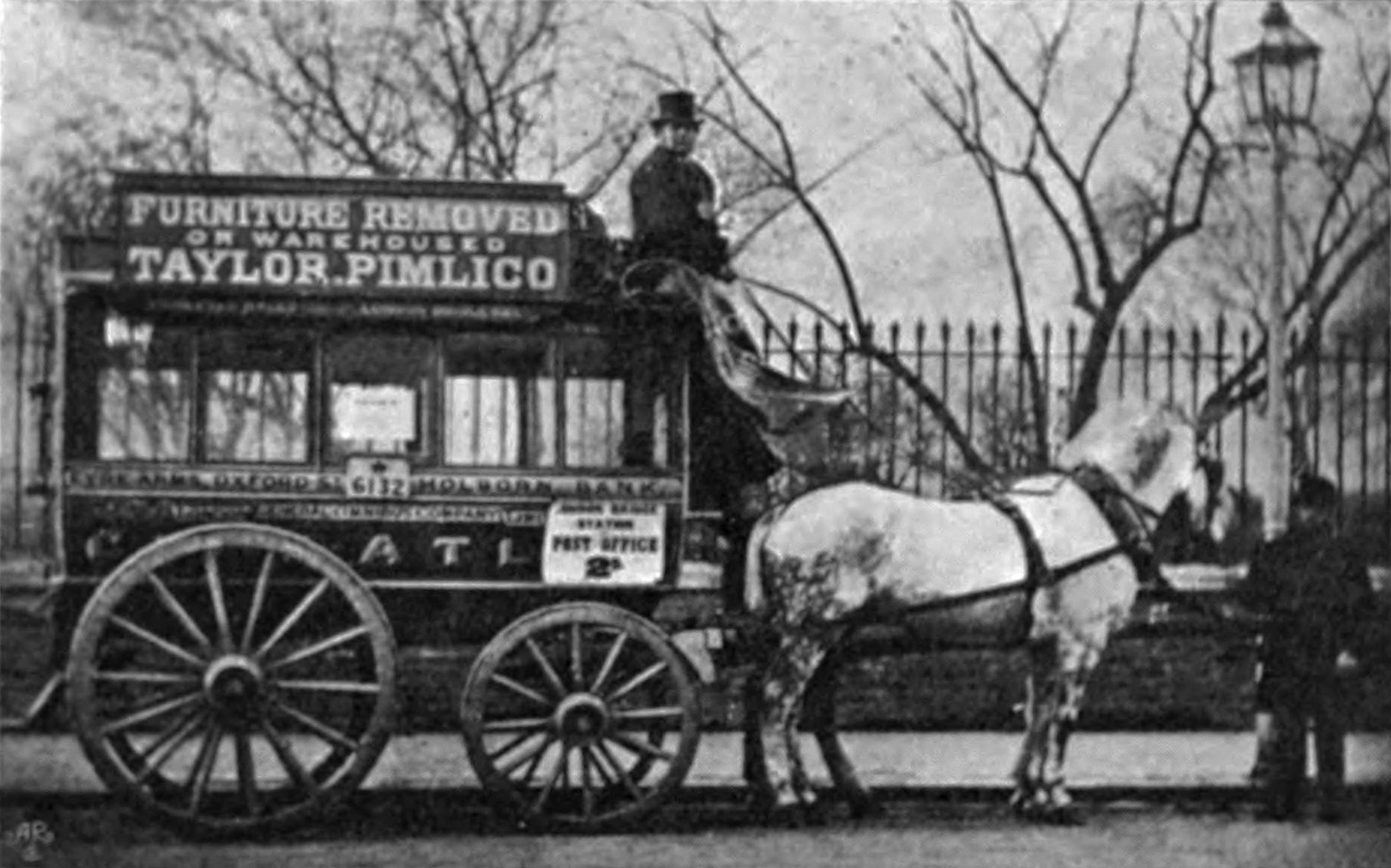
1902年時於倫敦行走的馬拉巴士

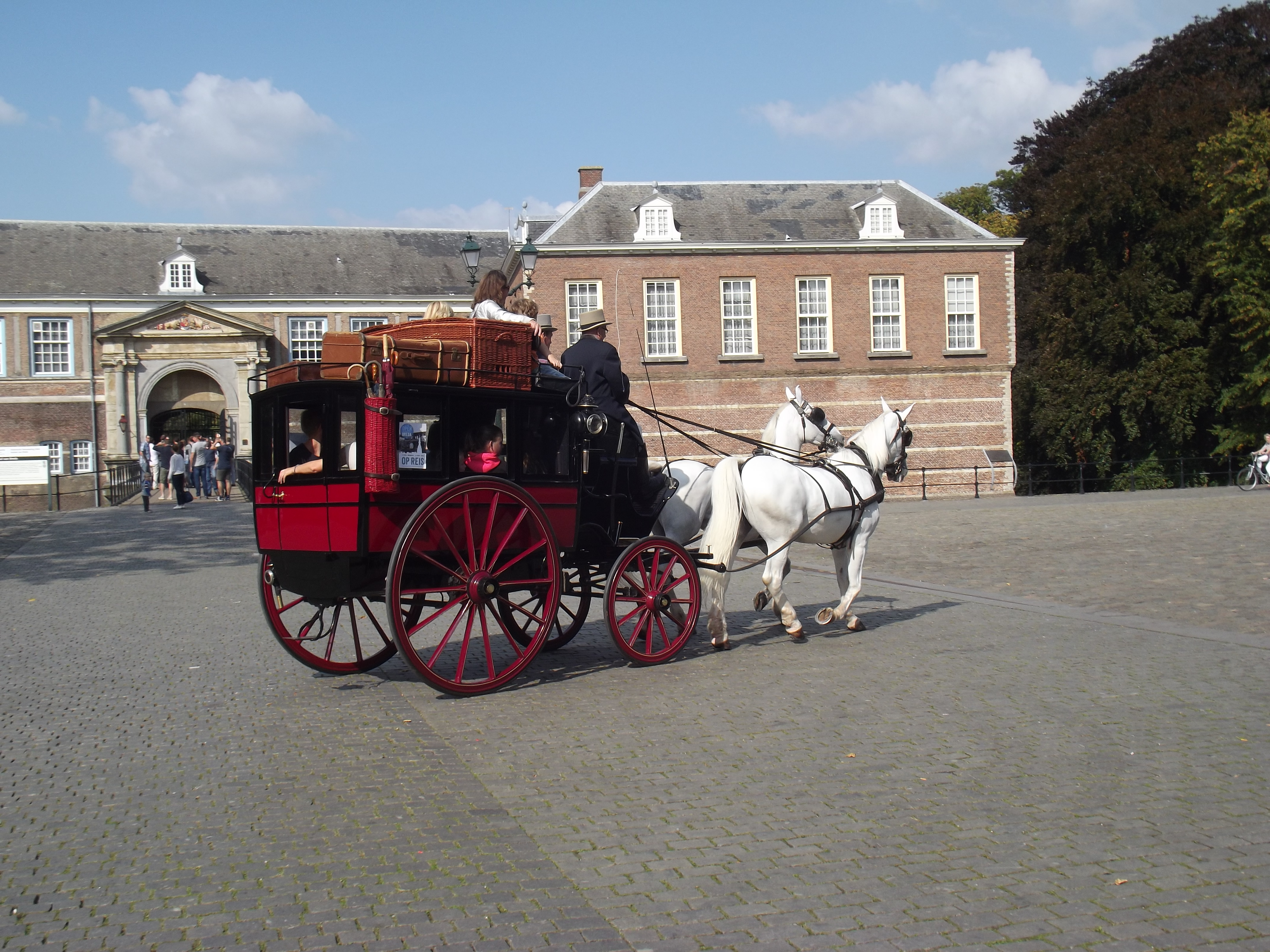
一輛私人馬拉巴士

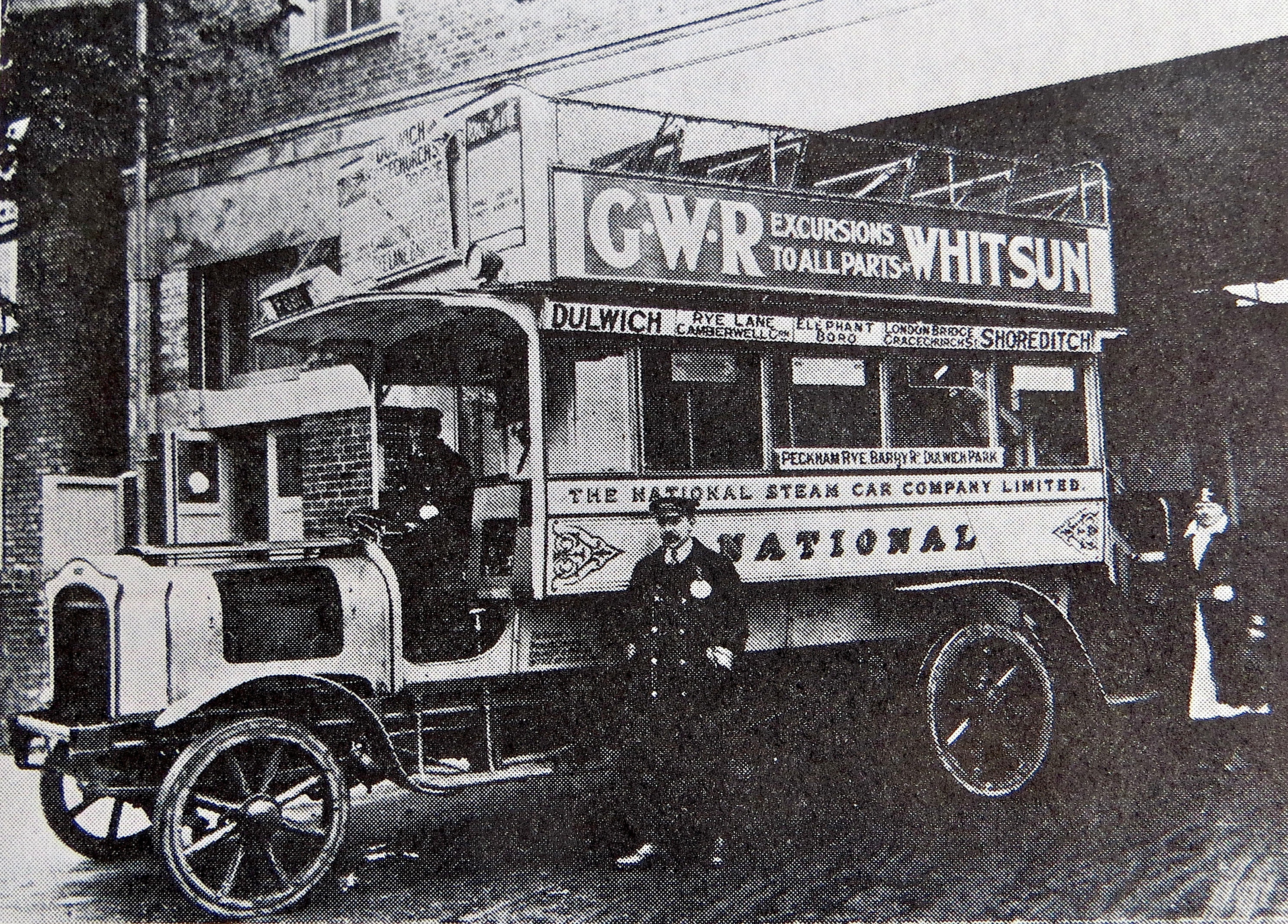
國家蒸汽車公司曾於1909年11月2日至1919年11月18日於倫敦營運蒸汽巴士

早於1829年倫敦已出現巴士，当时客車製造員喬治·史利伯（George Shillibeer）开始提供从帕丁顿到伦敦城的馬拉巴士服务。最初是個體戶經營。1833年4月22日，蒸汽機動巴士首次於倫敦街頭出現。相比馬拉巴士，蒸汽巴士較不容易翻車、速度較快、營運成本較低。加上蒸汽巴士的車輪較闊，其對路面的磨損亦較小。雖然如此，營運收費道路的公司卻向蒸汽巴士徵收重稅，使蒸汽巴士無法與馬拉巴士競爭。1861年起的30年間，英國政府更以嚴苛的法例幾乎完全阻止機械車輛於英國（包括倫敦）的道路上行走。例如，1861年實施的機械車輛法將所有機械車輛設立車速限制，城鎮內的限制為5英里每小時（8公里每小時），郊野地區則為10英里每小時（16公里每小時）。機械車輛法（1865年，又稱紅旗法）則進一步將車速限制收緊至2英里每小時（3.2公里每小時，城鎮）和4英里每小時（6公里每小時，郊野），並規定每輛機械車輪前方必須有人攜帶一支紅旗。此外，紅旗法亦容許地區政府發出指令，規限機械車輛只可於一日內的某些時段於道路上行走。這使倫敦當時只有馬拉巴士服務得以普及。
1855年倫敦通用巴士公司（LGOC，London General Omnibus Company）成立，以合併和管理當時倫敦眾多獨立運作的馬拉巴士服务。 初期倫敦通用巴士公司是一間英法合資企業，此公司很快就成為了倫敦最大的巴士公司，並於一年內擁有600部馬拉巴士（當時倫敦馬拉巴士總數為810部）。
紅旗法於1896年被廢除後，倫敦通用巴士公司于1902年开始使用機動巴士。1904年，商人湯馬士·條令（Thomas Tilling）於倫敦開展了其首條機動巴士服務。
1906年，巴士路線號碼首度於倫敦投入使用。
1909年，湯馬士·條令與倫敦通用巴士公司達成協議，其中協議限制了湯馬士·條令於倫敦擴展巴士業務，讓倫敦通用巴士公司得以合併倫敦絕大多數巴士服務。雖然如此，1909年新成立的國家蒸汽車公司（National Steam Car Company）於倫敦開始蒸汽巴士業務，與倫敦通用巴士公司展開競爭。
倫敦通用巴士公司於1909年起自行製造機動巴士，並於1911年10月25日起停止以馬拉巴士營运。 雖然如此，直至1914年，仍有獨立於倫敦通用巴士公司的巴士服務使用馬拉巴士。
1912年，當時擁有大部分倫敦地鐵路線的倫敦地下電氣鐵路公司（UERL，即「The Underground」）收購了倫敦通用巴士公司。
1919年，倫敦通用巴士公司與國家蒸汽車公司達成協議，協議中國家蒸汽車公司會撤出倫敦的巴士業務。倫敦的蒸汽巴士服務於是於翌年終止。
倫敦交通法（1924年）賦予倫敦警察廳權力去為巴士路線服務分配號碼。1933年的倫敦客運法則將此權轉交巴士司機。此後，倫敦的巴士號碼逐漸減少使用後綴字母，最後一條使用使用後綴字母的巴士路線77A於2006年6月改為87號。
1933年，倫敦通用巴士公司與母公司一同被公有化，其公共交通服務亦改由新成立的倫敦客運委員會管理。因此，倫敦巴士服務的品牌亦由倫敦通用（London General）也變成了倫敦交通（London Transport，也就是紅色倫敦巴士的代名詞）。

### 倫敦客運委員會到大倫敦議會（1933-84）
倫敦客運委員會負責管理倫敦客運區（距離中倫敦30英里範圍內的區域）的巴士服務，包括倫敦通用市郊巴士、綠線客運、條令公司和一些獨立巴士經營公司的服務。
倫敦巴士經過以下歷任單位經營：倫敦客運委員會（1933-48）、倫敦運輸行政局（1948-62）、倫敦運輸委員會（1963-69）、大倫敦議會 (1970-84)和倫敦區域運輸 (1984-2000)。1970年，綠線服務改由國家巴士公司（National Bus Company）轄下的倫敦市郊巴士營運，自此與大倫敦的本地巴士服務分屬不同機構管理。
儘管倫敦的巴士大部分於1950年代得到更換，倫敦巴士的客量由1950年的45億人次下降至1962年的31億人次。與此同時，擁有私人載具的家庭比率則不斷上升。
倫敦交通曾於1966年在倫敦市中心增設一系列特快巴士服務，提供來往倫敦鐵路總站和市中心各地點（如西區和倫敦市）的巴士服務，並以紅箭（Red Arrow）作為品牌名稱。紅箭巴士的路線號碼均為3位數，並以5字開頭。1968年，此特快巴士服務網絡得到擴展。然而，紅箭巴士於1990年代逐步停止營運。現時只有倫敦巴士507及521號繼續營運。
1974年，吉爾·維納（Jill Viner）成為倫敦交通的首個女巴士司機。

### 私有化時代

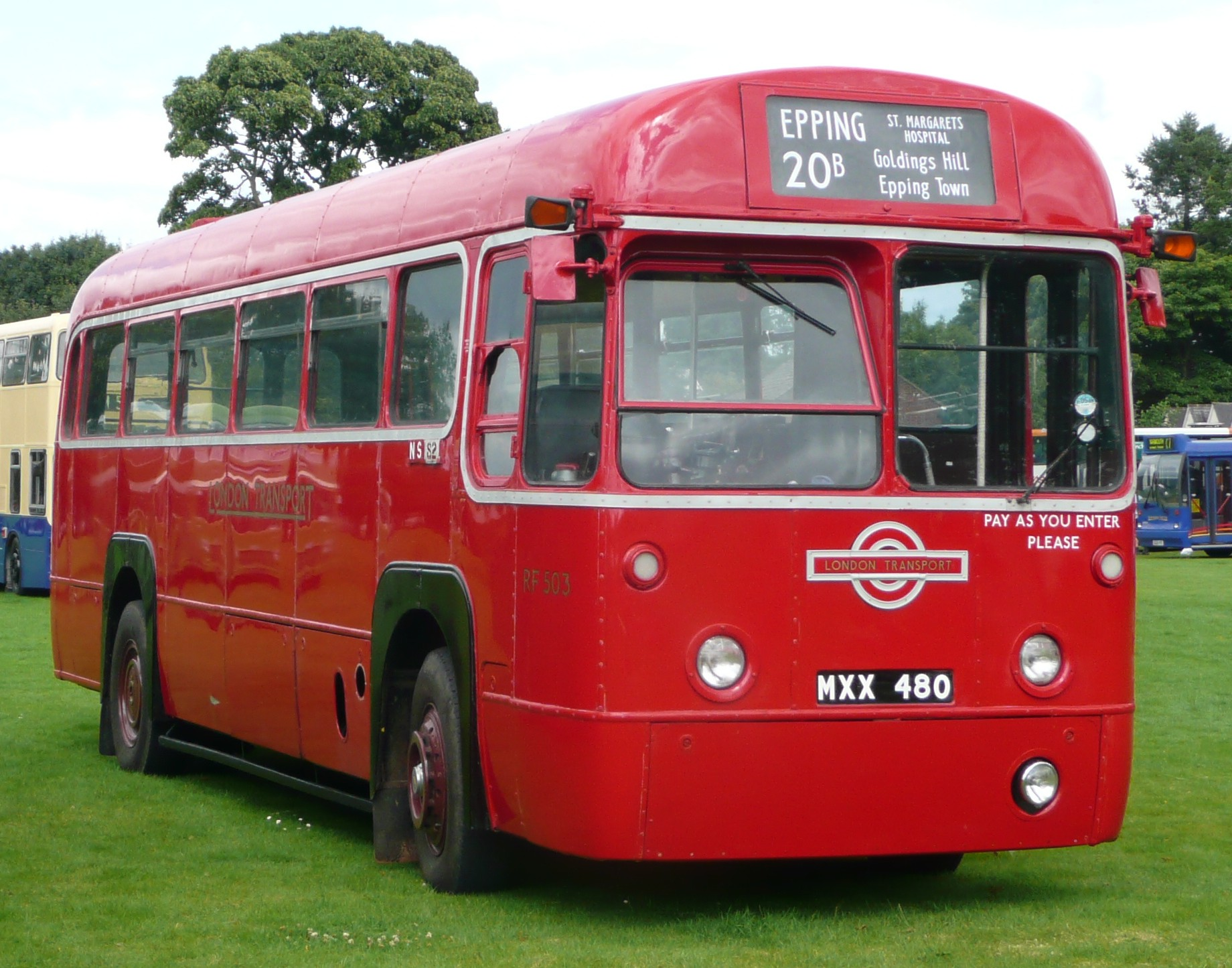
1933-86年，倫敦交通品牌一直於倫敦巴士車身出現

1980年代時，英國首相決定將大不列巔的巴士營運產業私有化。當時倫敦的巴士服務是由倫敦交通（London Transport）管理，英國其他大城市的巴士服務則是交由當地市議會擁有的大型巴士公司管理，其餘地區則是由政府擁有的國家巴士公司（National Bus Company）和蘇格蘭巴士（Scottish Bus Group）管理。運輸法（1985年）實施後，私人營辦商得以營運英國各地（北愛爾蘭及倫敦除外）本地巴士服務，而原本由市議會擁有的大型巴士公司亦需要完全脫離市議會控制，以獨立的商業公司形式運作。制定巴士路線走線、車資及服務水平的權力亦有公營機構轉交私人營辦商。
然而，運輸法（1985年）並不適用於原本由倫敦運輸行政局管理的巴士路線。倫敦區域運輸法（1984年）規定倫敦交通需要開設稱為倫敦巴士的附屬公司，倫敦巴士將會制定巴士路線走線、車資及服務水平，並透過合約將巴士路線的服務經營權授予私人公司。因此營運倫敦巴士路線的私人公司需配合政府所規定的巴士路線走線、車資及服務水平來營運。
雖然現今倫敦巴士的管理機構已於2000年7月3日從英國運輸部的倫敦區域運輸轉移至大倫敦政府轄下的倫敦交通局，但上述規範仍保留至今。個別巴士路線則會透過競爭性招標選出私人營辦商。
倫敦巴士的客量於1999/2000年度至2002/03年度間上升了19%，並於2002/03年度重新回到1960年代晚期的水平。2006年倫敦的巴士客量相比2000年上升了40%，英國全國（倫敦以外）則於同期下降了6%。倫敦巴士數量亦由5,500輛上升到超過8,000輛，以應付日益增加的需求。

## 市郊、區域巴士歷史
1970至1986年，大倫敦週邊的巴士服務由倫敦市郊巴士（London Country Bus Services）營運及管理，旗下巴士車身主色為綠色。其中部分巴士路線會服務大倫敦。1986年後，倫敦市郊巴士的路線轉交不同私人營辦商營運。

### 綠線巴士

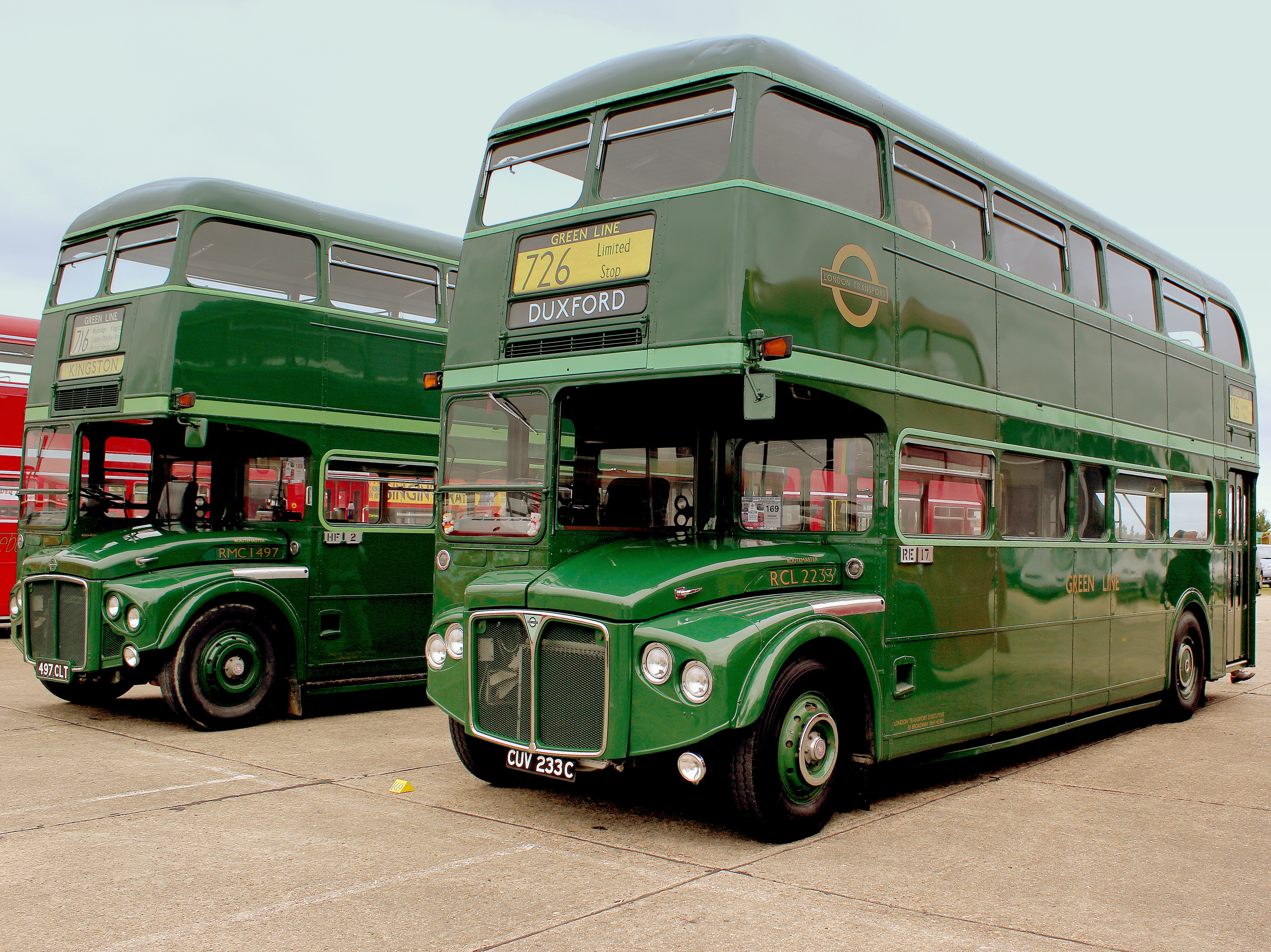
數輛保存完好的AEC Routemaster綠線巴士

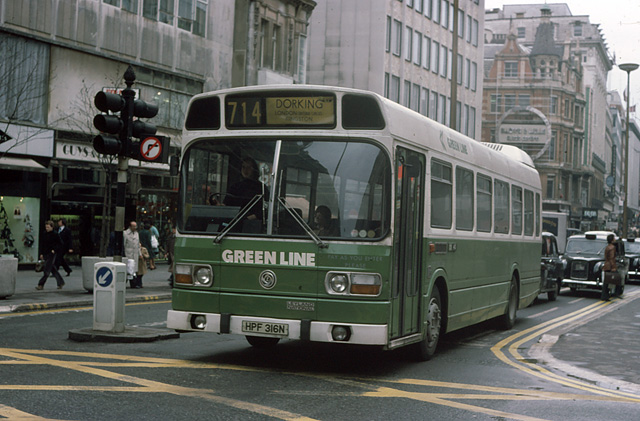
1976年6月於牛津街上行走的利蘭National綠線巴士

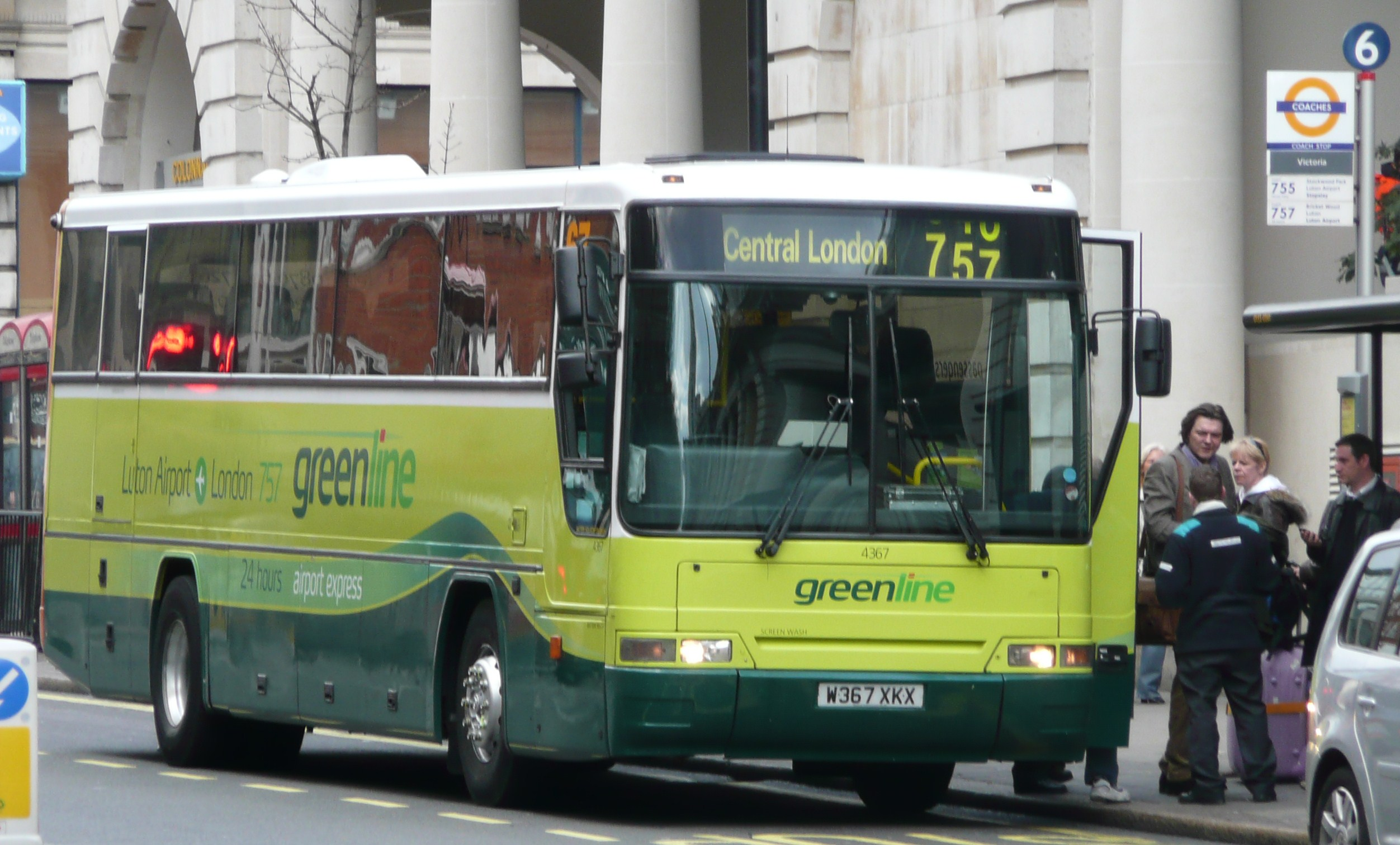
擁有柏斯敦車身的VDL巴士 SB3000，在2008年4月時正服務綠線巴士757號線

1920至1930年代，倫敦通用巴士公司（LGOB）開創綠線巴士（Green Line Coaches）服務。1933年起，綠線巴士服務由倫敦客運委員會營運及管理。二戰結束後，綠線巴士服務於1946年2月恢復。當時所有綠線巴士號碼均為3位數，並以7字開頭。戰後綠線巴士路線逐步增加。綠線巴士的客量於1957-60年達到頂峰，年客量達到3,600萬人次。1962年，AEC Routemaster雙層巴士開始於部分綠線巴士路線上行走，例如在繁忙時間班次為12分鐘1班的721號線，以及接載乘客前往溫莎及皇家唐橋井的704號線。
當時綠線巴士亦有部分路線為跨倫敦路線，串連倫敦兩端的市鎮，同時服務大倫敦
：
- 724：海威科姆 — 北倫敦 — 羅姆福德
- 725：溫莎 — 南倫敦 — 格雷夫森德
- 727：克勞利 — 西倫敦 — 盧頓

1970年，倫敦交通轉由大倫敦議會管理，綠線巴士服務亦轉交倫敦市郊巴士營運及管理。由於1970年代轎車的普及程度不斷上升，平行的鐵路服務亦提供更快速的服務，綠線巴士的客量不斷下降，跨倫敦的綠線巴士服務亦於1979年全數終止營運。
運輸法（1980年）使倫敦市郊巴士得以於新的地區開辦綠線巴士路線，包括劍橋（797號線）、牛津（790，與牛津巴士公司共同開辦）、北安普頓和布萊頓。另一些新的綠線巴士路線則服務倫敦各個機場：
- 747：希斯羅機場 — 蓋特威克機場
- 757：倫敦綠線巴士總站（位於維多利亞車站旁） — 盧頓機場
- 767：倫敦綠線巴士總站 — 希斯羅機場
- 777：倫敦綠線巴士總站 — 蓋特威克機場

1986年，倫敦市郊巴士路網被分拆為四部分，分屬四間新成立公司。這四間公司隨後被私有化。自此綠線巴士網絡變得分崩離析，只有少數巴士路線保留至今。

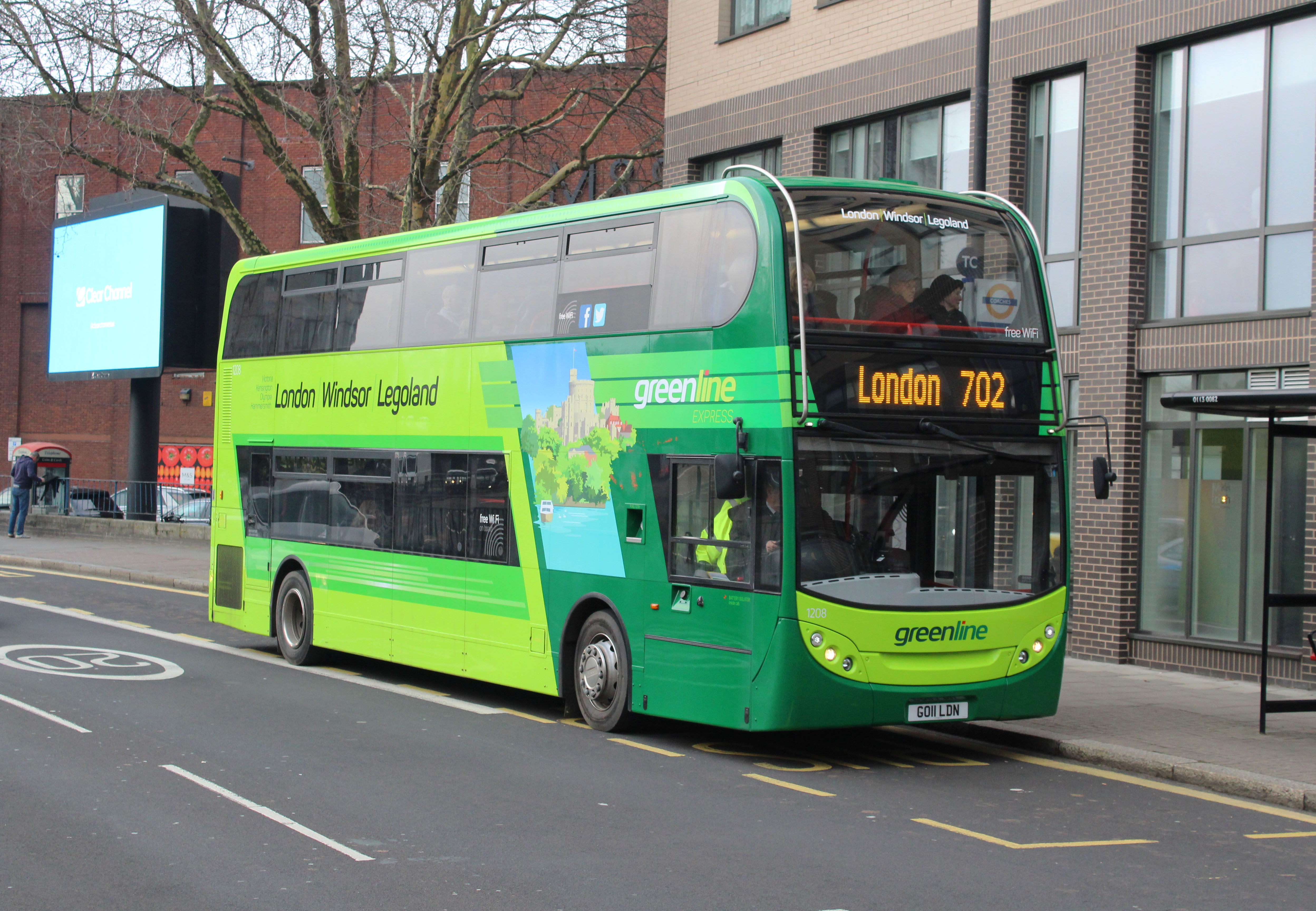
2013年1月18日，攝於漢默史密斯的綠線巴士702號線（由雷丁巴士營運，來往倫敦維多利亞車站及溫莎）
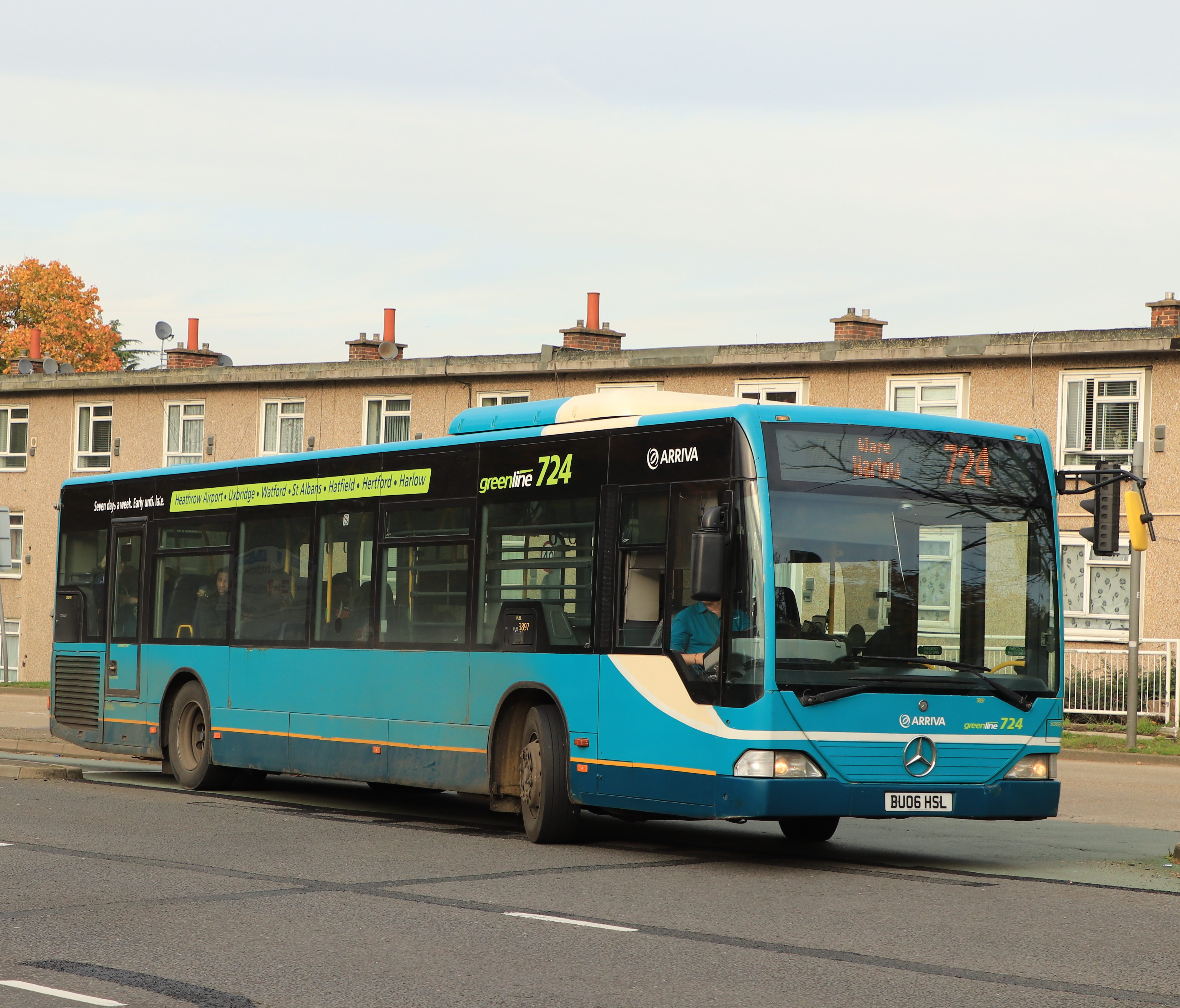
2019年10月28日，來往希斯羅機場及哈洛的綠線巴士724號線，中途亦服務阿克斯橋

## 车辆
截至2022年3月，倫敦巴士擁有8,795部巴士，其中3,854部為混能巴士、785部為電動巴士、22部為氫能巴士。由2006年起，倫敦巴士轄下的所有巴士均設有低地台，出入口均設無障礙通道 。
不同的私人營辦商會使用各自的巴士車型提供倫敦巴士服務。然而所有由倫敦巴士管轄的巴士均會以紅色作為車身主色。私人營辦商使用的車型都必須滿足倫敦巴士為每一條巴士路線設立的條件，例如倫敦市中心大部分巴士路線所使用的巴士必須設有獨立出口（倫敦以外的英國巴士均逐漸使用單一出入口）。此外，多數巴士路線亦有規定須使用單 / 雙層巴士，部分路線的雙層巴士則必須採用直梯設計。倫敦巴士亦曾於服務經營權合約中規定私人營辦商採用的巴士車型必須使用印有目的地字樣的捲式換頁裝置，而倫敦以外的英國巴士已多數改為配備電子點陣式 / LED顯示屏以顯示目的地。

### 歷史

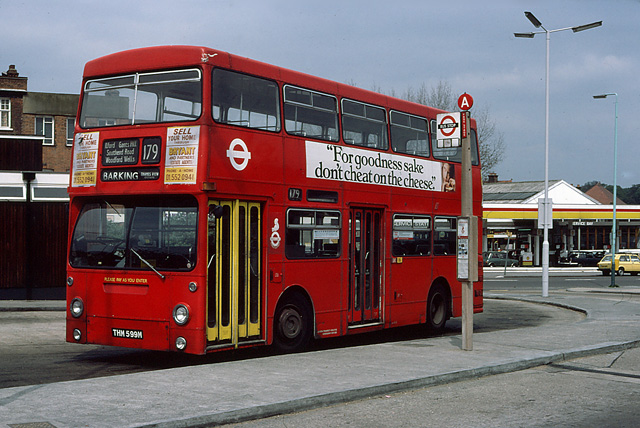
1980年4月，一輛裝配都城嘉慕威曼（MCW）車身的倫敦交通局丹拿珍寶巴士在清福德巴士總站停靠

1900-60年代，倫敦的巴士營運機構一直採用專門設計給倫敦使用的巴士車型，並未使用巴士製造商出售予其他地區的標準車型。
1912年倫敦通用巴士公司成立了子公司聯合設備公司（AEC，Associated Equipment Company），此後倫敦通用巴士公司的巴士及相關設備皆由聯合設備公司製作，一直到1962年。當時大部分車體都是AEC製造。少數其他巴士製造商亦有設計車型供倫敦使用，或是修改原本於倫敦以外地區使用的車型供倫敦使用。
最後一款專為倫敦設計的巴士型號為於1956至1968年生產的AEC Routemaster。此後巴士製造商均只更改其他地區使用的巴士車型，以符合倫敦巴士的規範來生產巴士給倫敦使用。有些廠商亦曾於設計新車型時就增設多一款車型供倫敦使用，例如丹拿／利蘭珍寶巴士和利蘭車廠出產的泰坦B15巴士。
為了加密巴士班次，倫敦曾在1980-90年代引入小型巴士和中型巴士兩種新款式。然而，現時這些巴士只於不能使用大型巴士的路線繼續服務。
倫敦是其中一個最早使用低地台巴士的地區。倫敦於1993年引入首輛低地台單層巴士，並於1998年引入首輛低地台雙層巴士。由2002年起，倫敦交通局開始引入雙節巴士，並於高鋒期擁有393輛梅賽德斯-賓士Citaro雙節巴士。這些雙節巴士讓倫敦得以淘汰高地台的AEC Routemaster巴士，並提升載客量。倫敦的所有高地台巴士均已於2005年底退役，使倫敦巴士車隊全數為無障礙巴士。倫敦亦因而比英國全國提早10年完成全數巴士無障礙化的目標。

### 取締雙節 / 低排放巴士

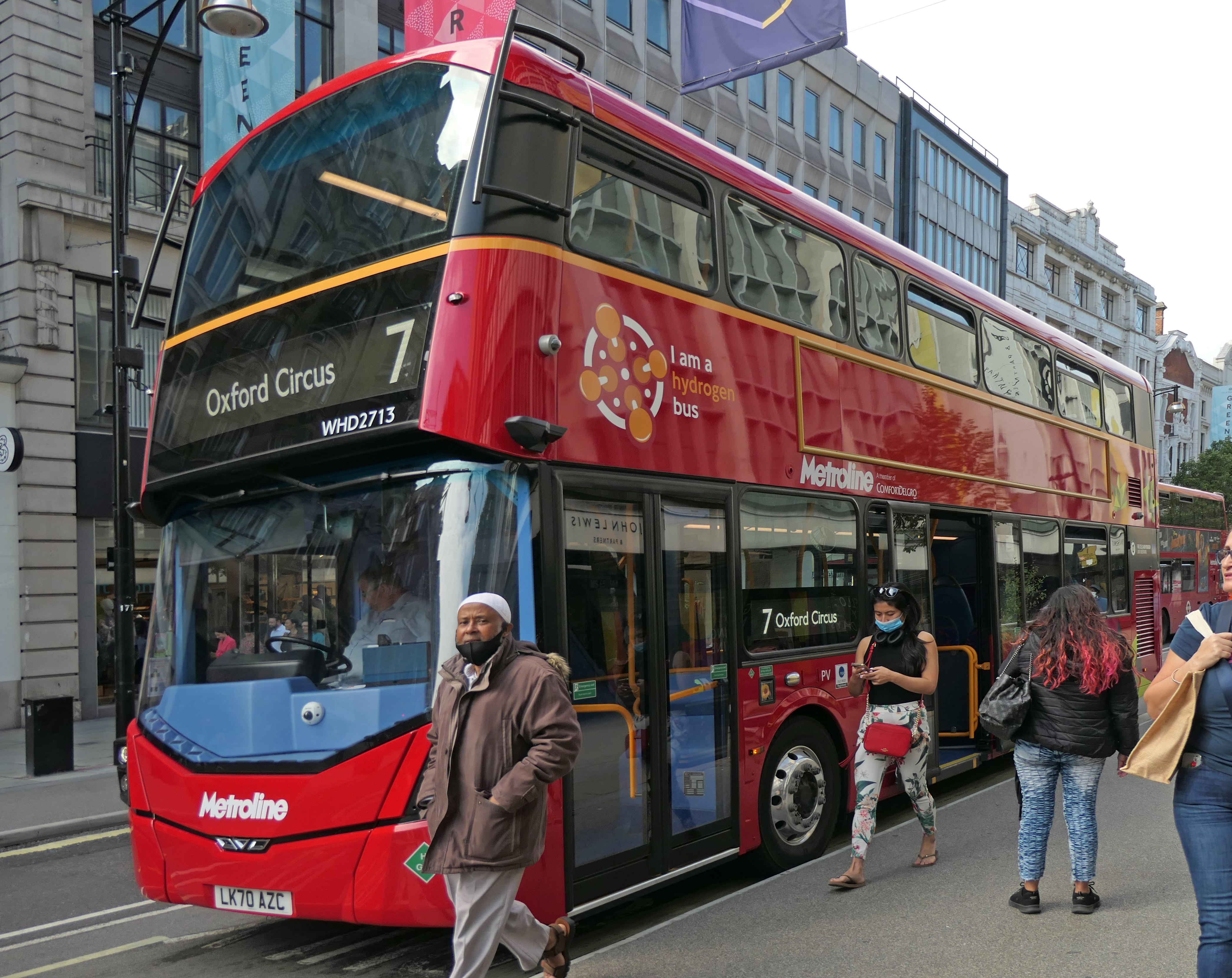
服務倫敦巴士7號線的氫能巴士

倫敦所有雙節巴士已於2011年退役，並由雙層巴士取代。使用混合動力的新一代Routemaster（New Routemaster）巴士則於2012年2月起投入服務。
倫敦巴士正逐步以零排放巴士（包括電動巴士、氫能巴士）取締低排放巴士。倫敦市長簡世德目標於2037年前實現所有倫敦巴士零排放。

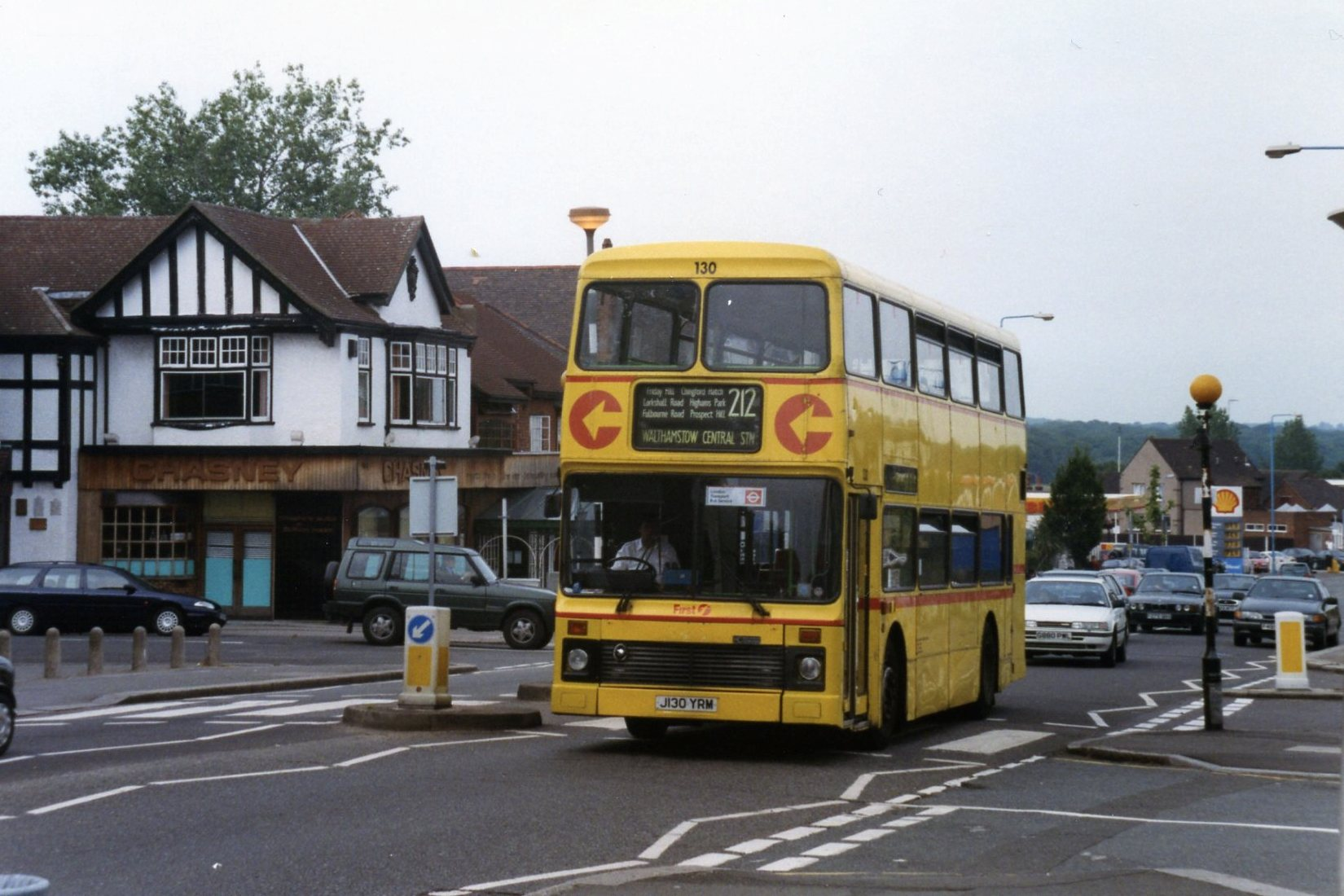
1999年6月一輛利蘭奧林比安雙層巴士，正服務倫敦巴士212號線，攝於清福德站（當時的倫敦巴士尚未強制需要以紅色為車身主色）
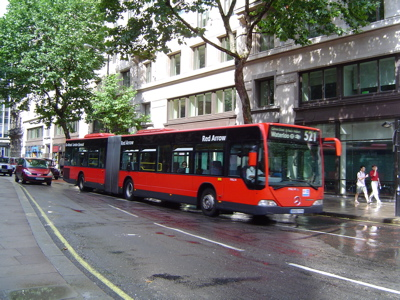
已全數退役的賓士雙節巴士（攝於2004年）
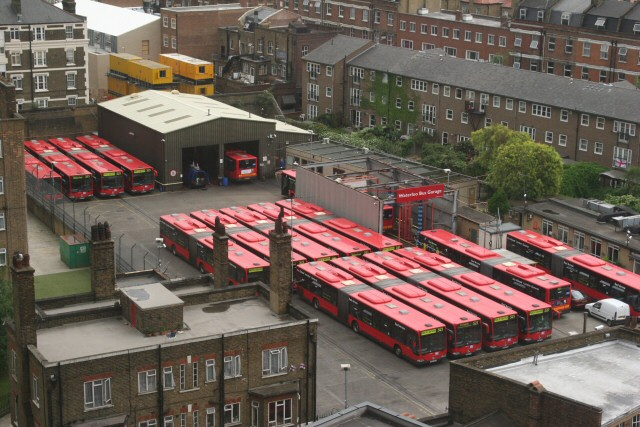
紅箭雙節巴士，正停泊在滑鐵盧巴士廠內（攝於2006年）
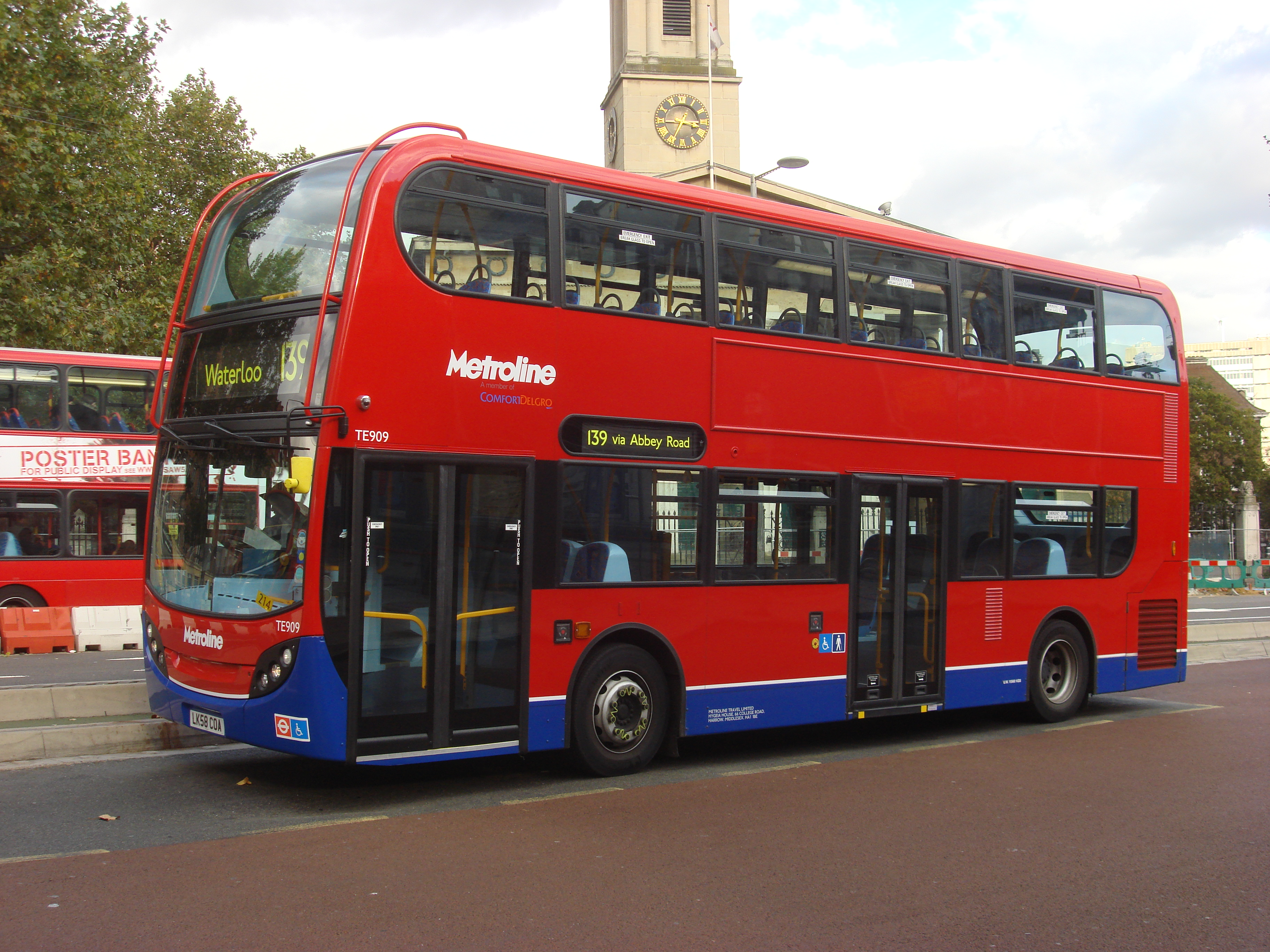
攝於2008年，服務倫敦巴士139號線的亚历山大丹尼士Enviro 400巴士
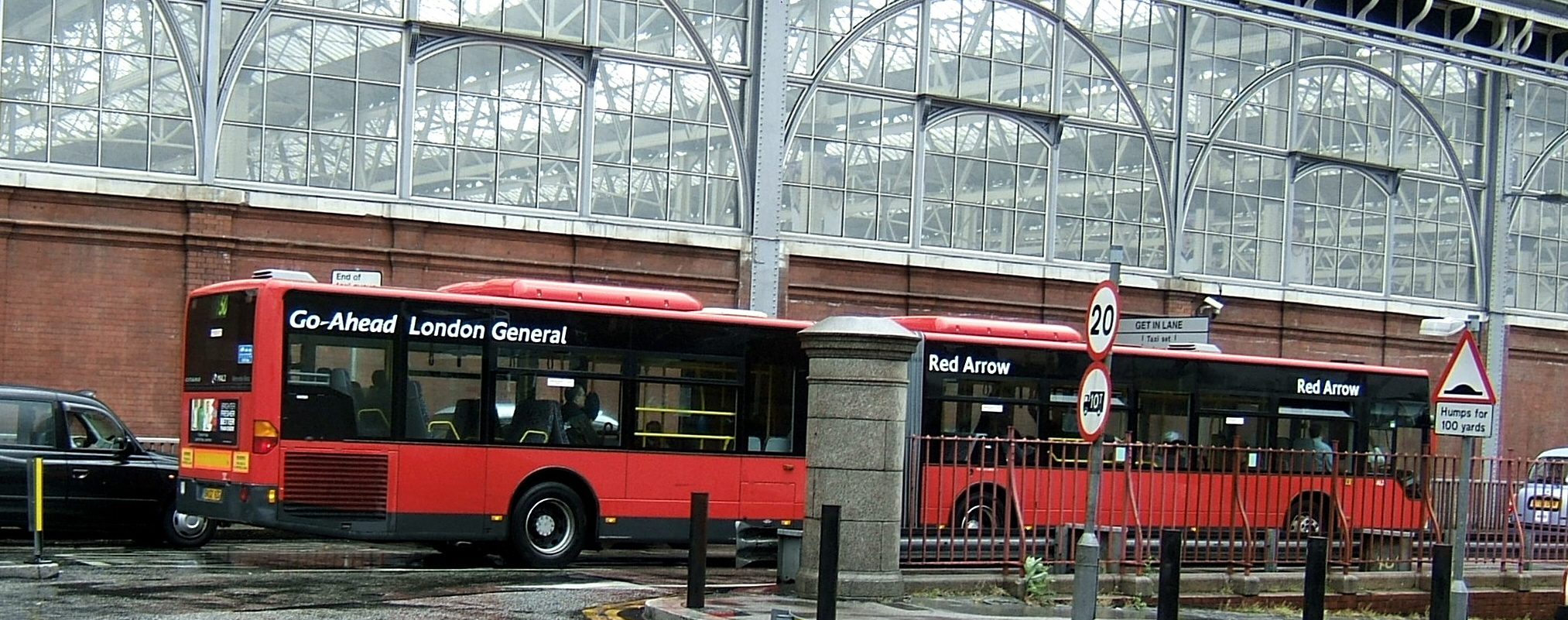
一輛前進倫敦（Go-Ahead London）營運的红箭雙節巴士，現已退役

## 营运

典型的倫敦巴士站牌，方格為淺藍色的路線為通宵路線。站牌頂的字母協助乘客分辨不同位置的巴士站

### 本地巴士
大倫敦絕大多數的市內巴士均由伦敦巴士（伦敦交通局轄下部門）管理，但巴士服务实际由私营公司負責，通过与伦敦巴士签订經營合同获得营办权。由於大倫敦政府於2003年起向進入倫敦市中心的汽車徵收倫敦交通擁擠稅，加上倫敦地鐵客量已逐漸飽和，使倫敦市中心的巴士客量出現復甦。
雖然設有後門的雙層巴士AEC Routemaster是倫敦典型車款，但因其車齡漸長、不符合環保法規和殘障歧視法（低地台，不容許輪椅登車），故已於2005年12月9日全數退出常規巴士服務。於2022年10月15日起投入服務的遺產巴士A線仍有使用此款巴士。。 
現在所有倫敦巴士，不論雙層單層，都已是低地板車款。但是大部分的倫敦巴士，不管雙層或單層，皆只有兩扇門，乘客只能從前門上車，後門下車；而較不繁忙的路線，則只有一扇門上下車。惟無論如何，這些巴士皆符合了殘障歧視法的規定，並且能方便輪椅及其他行動不便的乘客。
部分倫敦巴士管理的线路亦有服務大倫敦以外地方。此等路線與其他路線一樣使用紅色巴士，收費按大倫敦內的收費標準收費，並沒有額外收費。
現時倫敦巴士不論乘車距離﹐收費均統一為£1.75，並只能使用蠔卡、旅行卡或其他非接觸式支付系統繳付，不接受現金。

### 有限停站 / 特快路線
目前大倫敦總共有4條特快路線（倫敦巴士SL6、SL7、SL8和SL9號）。這些巴士路線只會停靠主要車站，其中SL6號線只於平日繁忙時間提供服務。SL7、SL8和SL9號線則提供全日服務。
| 巴士號碼 | 起點                                                    | 服務地區                                                   | 終點         |
| -------- | ------------------------------------------------------- | ---------------------------------------------------------- | ------------ |
| SL7      | 希思羅機場中央巴士總站 （位於希思羅機場2及3號航站樓旁） | 泰丁敦、金斯頓、新莫爾登、薩頓、卡爾夏登、瓦靈頓、克羅伊登 | 西克羅伊登站 |
| SL8      | 阿克斯橋站                                              | 希靈登、紹索爾、漢威爾、伊靈、阿克頓、牧羊叢               | 白城巴士總站 |
| SL9      | 希思羅機場中央巴士總站                                  | 海耶斯、諾霍特、南哈羅、哈羅                               | 哈羅巴士總站 |

此外，倫敦巴士96及428號線服務大倫敦及肯特郡，兩線均於達特福德站和藍水購物中心（Bluewater Shopping Centre）之間提供特快服務。

### 通宵路線
早在1913年倫敦已有通宵巴士路線，是倫敦公交系統一部分。所有路線均為N字開首，並曾有獨立收費機制。而這些線路，都是由日間線路延伸出來，例如倫敦巴士9号线的通宵班次為伦敦巴士N9线。而字母N則是英語「Night」（意即深夜）的首個字母，代表深夜的意思。通宵路線普遍較日間路線長。許多通宵路線均服務特拉法加廣場，或以該處為總站，包括倫敦巴士 N3、N5、N9、N11、N15、N20、N21、N26、N29、N41、N44、N87、N89、N91、N97、N109、N113、N136、N155、N199、N279、N343、N550和N551號。
自前倫敦市長肯·李文斯頓提倡起，不少夜行線都改以日間標準收費。一些日間線路，已經是24小時全天候服務，而深夜班次均不加上N字作區別。而倫敦夜行線客量在2005年，相比2000年，已增加了超過 80%。
部分巴士路線只於週末提供24小時服務。

### 非倫敦巴士管理的本地路線
部分於大倫敦週邊地區服務的巴士路線會進入大倫敦，服務位於大倫敦邊界兩邊的市鎮。由於這些巴士路線並非由倫敦巴士管理，由不同的私人營辦商營運，亦大多數不按倫敦巴士方式收費。此類巴士的車身亦未必以紅色為主色。
| 巴士號碼 | 大倫敦端起點 | 服務地區                       | 終點                         |
| -------- | ------------ | ------------------------------ | ---------------------------- |
| 3        | 阿克斯橋站   | 艾弗（Iver）、蘭利（Langley）  | 斯勞市中心                   |
| 420      | 薩頓 車廠    | 薩頓、賴蓋特、雷德希爾、霍利   | 蓋特威克機場站               |
| 508      | 弗農山醫院   | 諾斯伍德、賈炳達公園、沃特福德 | 赫默爾亨普斯特德河畔購物中心 |

### 區域路線
現時倫敦有少量巴士路線提供大倫敦與鄰近地區的區域服務，其中包括綠線巴士服務。與長途巴士不同的是，區域巴士會於大倫敦停靠較多站點，並使用單層 / 雙層巴士營運。
| 巴士號碼 | 營運方                      | 起點                                | 終點                                                  | 服務的大倫敦地區                                           | 參考資料 |
| -------- | --------------------------- | ----------------------------------- | ----------------------------------------------------- | ---------------------------------------------------------- | -------- |
| 702      | 雷丁巴士                    | 綠線巴士總站 （位於維多利亞車站旁） | 溫莎樂高樂園度假區 （繁忙時間延伸至布拉克內爾和雷丁） | 貝爾格萊維亞、騎士橋、肯辛頓、漢默史密斯                   | [ 41 ]   |
| 703      | 雷丁巴士                    | 布拉克內爾站 / 斯勞站               | 希思羅機場5號航站樓                                   | 希思羅機場                                                 | [ 42 ]   |
| 724      | Arriva （德國鐵路下屬公司） | 希思羅機場中央巴士總站              | 哈洛巴士總站                                          | 希思羅機場、希靈登、阿克斯橋                               | [ 43 ]   |
| 757      | Arriva                      | 綠線巴士總站                        | 盧頓站 / 倫敦盧頓機場                                 | 大理石拱門、馬里波恩、聖約翰伍德、南漢普斯特德、布倫特十字 | [ 44 ]   |

### 长途巴士

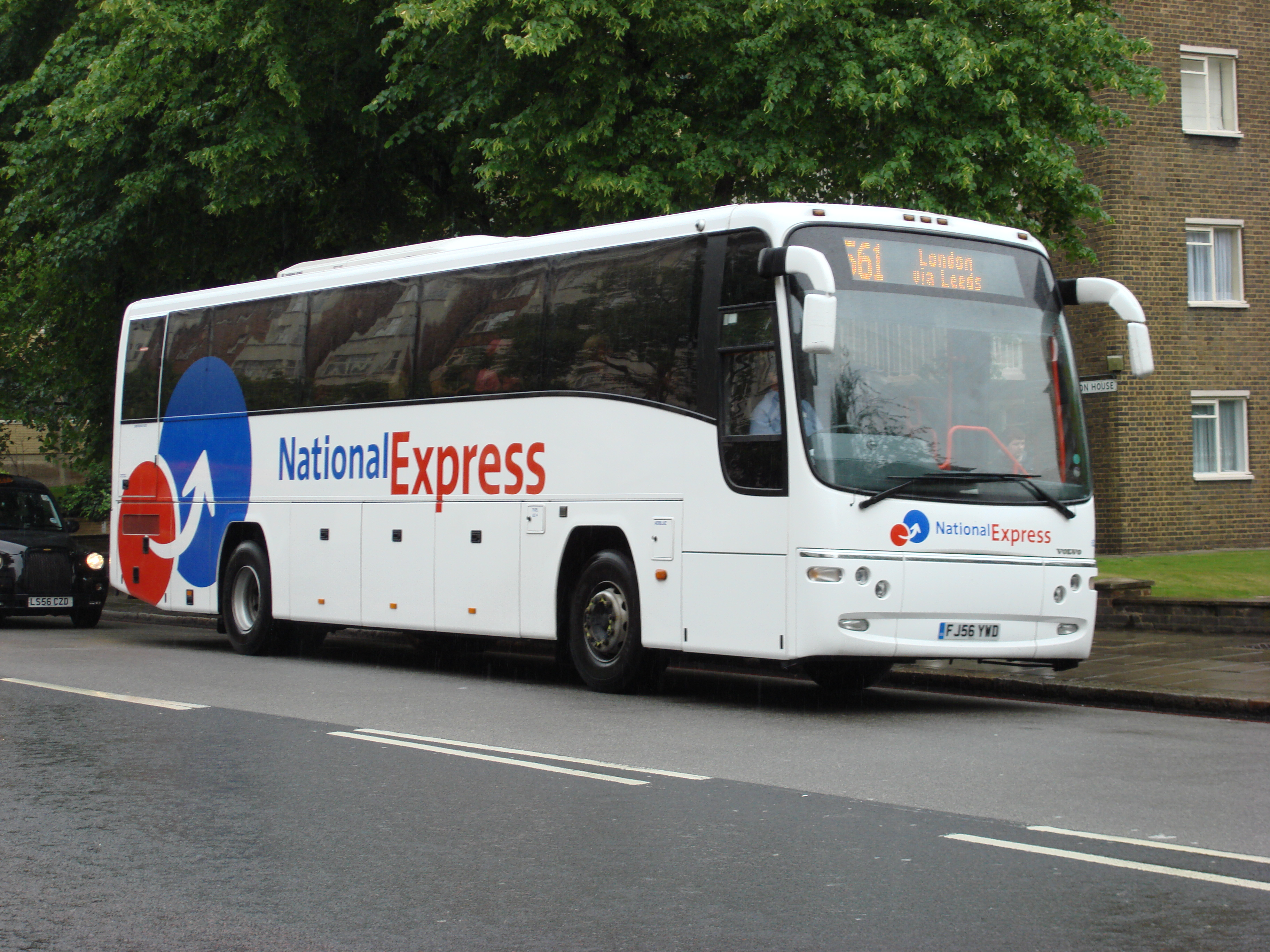
服务伦敦的一辆典型长途巴士

英國的長途大巴服務将伦敦和英国、欧洲其它城市连接起来。現時這些服務絕大多数使用遊覽車而非巴士營運。大巴服务均提供城市之間的點對點服務，或只於大倫敦停靠少量車站。它们都是定点候车的服务模式。
倫敦的長途巴士路線大多數由國家特快（National Express）及其附属欧洲附属公司 Eurolines负责运营。國家特快具代表性的白色大巴在伦敦市中心随处可见，它们大多數以 維多利亞客運總站作總站。
除此以外，英国捷達集團的子公司百万巴士（Megabus）亦開辦长途巴士服務。百万巴士以学生等客户群为目标，推出了价格低廉的服务，但是必须要在网上提前预订。
現時來往倫敦和牛津郡的雙層大巴服务则由捷達集團的「牛津地鐵」（Oxford Tube）提供。除了牛津及倫敦市中心，「牛津地鐵」巴士服務亦會於牛津的郊區、衛星城市（如牛津布魯克斯大學、黑丁頓）及大倫敦近郊設站（如希靈登、牧羊叢）。
1987年時，泰晤士運輸公司開辦了倫敦至牛津的特快巴士服務，亦將其取名為「牛津地鐵」。而原有由牛津巴士公司營運、同樣由倫敦至牛津的特快巴士服務則稱為「牛津城市連線」（Oxford Citylink）。1994年牛津巴士公司被前進集團收購，1997年泰晤士運輸公司則被捷達集團收購。捷達集團的倫敦至牛津特快巴士服務繼續使用「牛津地鐵」為名稱，前進集團的服務則於2000、2004和2012年先後改名為「牛津特快」（Oxford Express）、「Espress」和 X90 牛津-倫敦。由2018年10月起，X90號線縮減至30分鐘一班。由於X90號線2019年時的客量相比2015年時下跌了35%，路線無法營利，X90號線於2020年1月4日終止服務。

### 机场巴士
国家特快公司也是伦敦机场重要的公交服务运营商，並提供倫敦市中心前往希思罗机场、盧頓機場、盖特威机场和史坦斯特机场的「國家特快機場」（National Express Airport）大巴服务。
| 巴士路線                  | 起點                 | 中途站（部分班次或不停所有 / 部分中途站）                                                            | 終點                |
| ------------------------- | -------------------- | --- | ------------------- |
| 倫敦維多利亞 — 希斯羅機場 | 倫敦維多利亞客運總站 | 漢默史密斯、希斯羅機場2及3號航站樓、希斯羅機場5號航站樓                                              | 希思罗机场4號航站樓 |
| 倫敦維多利亞 — 盖特威机场 | 倫敦維多利亞客運總站 | 希斯羅機場2及3號航站樓、希斯羅機場5號航站樓、盖特威机场北航站樓                                      | 盖特威机场南航站樓  |
| A1                        | 倫敦維多利亞客運總站 | 維多利亞站、大理石拱門、帕丁頓站、貝克街、聖約翰伍德、芬奇利路站、芬奇利路及弗格納爾站、格德斯綠地站 | 盧頓機場            |
| A6                        | 倫敦維多利亞客運總站 | 維多利亞站、大理石拱門、帕丁頓站、貝克街、聖約翰伍德、芬奇利路站、芬奇利路及弗格納爾站、格德斯綠地站 | 史坦斯特机场        |
| A9                        | 斯特拉福德站         | （不停站）                                                                                           | 史坦斯特机场        |

此外，國家特快亦有營運希斯羅機場至盧頓機場、盖特威机场和史坦斯特机场的大巴服務。國家特快、弗利克斯巴士、牛津巴士公司、百萬巴士等公司亦有開辦希斯羅機場至英國各地的大巴服務。
除了大巴服務，位於大倫敦內的伦敦城市機場及希斯羅機場亦設有本地 / 區域巴士路線服務。
伦敦城市机场曾经提供快捷穿梭巴士服务连接该机场到倫敦三個鐵路站：景寧鎮、金絲雀碼頭和利物浦街車站。但是由于这项服务价格高、速度比其他公交服务慢，所以在2005年12月2日碼頭區輕便鐵路伦敦城市机场站啟用后便停止运营。儘管如此，伦敦城市機場設有倫敦巴士（473、474號）服務，連接機場與鄰近鐵路站。

## 主要事件及意外

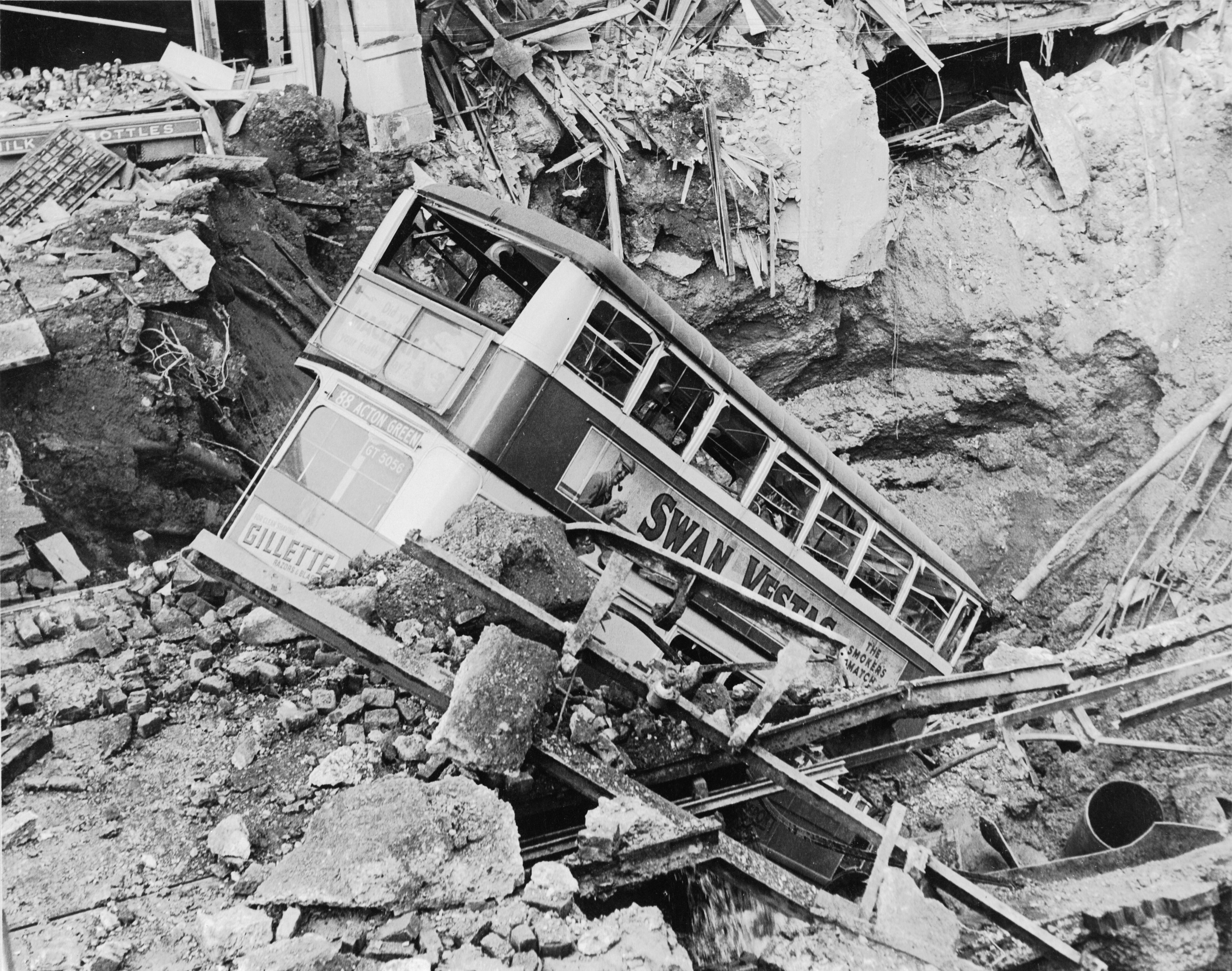
1940年10月，於巴勒姆高街受炸彈轟炸並陷入大坑中的巴士

- 1940年10月，一輛服務倫敦巴士88號線、車型為LT 669的雙層巴士於巴勒姆高街被炸彈轟炸。由於車上所有人員當時已全數疏散，因此沒有造成人命傷亡。當時炸彈於地面炸出一個大坑，該巴士亦掉入該大坑中。該巴士於兩個星期後才被拉出[49]。
- 1957年6月13日，由於司機中暑暈倒，一輛服務倫敦巴士7號線、車型為利蘭泰坦RTL 780的巴士於牛津街撞向正在巴士站排隊的人群，造成8人死亡[50]。
- 2013年12月20日，一輛服務倫敦巴士59號線的雙層巴士於肯寧頓閃避一架轎車時，失控撞樹，導致30人受傷、2人重傷[51][52]。
- 2014年6月4日，一輛時速約100英里每小時的轎車於克拉普頓撞向一輛正服務倫敦巴士N38號線的巴士，導致10名巴士乘客受傷、轎車的前座乘客重傷，轎車司機則傷重不治[53]。
- 2015年7月18日，一輛服務倫敦巴士197號線的雙層巴士車頂於西諾伍德被一座橋削開車頂，導致7人受傷[54]。
- 2016年5月15日，一輛正行駛倫敦巴士18號線的雙層巴士於哈利斯登鎮中心撞向一間商店，導致17人（包括4名兒童）受傷[55]。
- 2019年10月31日，兩輛巴士（倫敦巴士R11、358線）與一輛轎車於奧爾平頓發生車禍，導致其中一名巴士司機死亡、15人受傷[56]。
- 2022年1月25日，一輛服務倫敦巴士212號線的雙層巴士於海伊漢姆斯公園撞向一間商店，導致19人受傷[57]。

### 恐怖袭击事件
- 1996年2月8日：一個簡易爆炸裝置在一台沿著倫敦市中心的奧德維奇街行進的公車上提早引爆，運送這爆炸物的臨時愛爾蘭共和軍志願兵愛德華‧奧布萊恩（Edward O'Brien）因而身亡，另有八人受傷。[58]
- 2005年7月7日：倫敦七七爆炸案中，一輛雙層巴士（倫敦巴士30號）駛至塔維斯托克廣場時，一枚炸彈於車廂後方發生爆炸，導致14人（包括1名施襲者）死亡[59]。

## 外部連結
- London Bus - Transport for London （页面存档备份，存于）
- - London Bus Photos
- - London Travel Watch （页面存档备份，存于）